# La paloma
 Ovo je glavno značenje pojma La paloma. Za druga značenja pogledajte La paloma (razdvojba).
La paloma (šp. Golubica) je skladba španjolskog skladatelja Sebastiána de Iradiera iz 19. stoljeća. Najpoznatiji je predstavnik žanra habanera. Od nastanka je stekla veliku popularnost i spada među djela koja su najčešće pjevana, obrađivana i snimana.

## Nastanak
Sebastián de Iradier Salaverri bio je španjolski skladatelj iz razdoblja romantizma. Bio je nastavnik pjevanja u Madridu i Parizu, gdje je na preporuku svog izdavača promijenio prezime u Yradier. Poznat je po habanerama, koje je skladao pod utjecajem boravka na Kubi. Najpoznatije skladbe su La paloma (Golubica) i El arreglito (Zaruke; Bizet ju je preradio u svoju čuvenu habaneru L’amour est un oiseau rebelle – Ljubav je buntovna ptica).
Ne zna se točno kad je nastala La paloma. Pretpostavlja se da je nastala prije 1860. godine kao skladba za klavir i glas. Nepoznat je također i datum premijere skladbe. Po nekim izvorima, pjesma je prvi put otpjevana 1863. godine u Teatro Nacional de Mexico, s carem Maksimilijanom Prvim u publici. Izvorni tekst je na španjolskom jeziku, a pjesma se na njemačkom i francuskom jeziku javlja 1860-ih godina i širi svijetom.

## O glazbi
Izvorna orkestracija je vjerojatno glas i klavir, ali su se vremenom pojavili bezbrojni aranžmani, od kojih je poznatiji aranžman za solo gitaru Francisca Tárrege.
Tonalitet: C-dur
Skladba je u 2/4 taktu u tempu allegretto. Tipičan je primjer habanere.
Međutim, u aranžmanima se javlja u mnogim drugim oblicima, a najčešće kao tango, kome je habanera srodna.
Trajanje skladbe je oko 3 do 4 minute.

## Utjecaj
Skladba je popularna od svog nastanka. U izvorima se navodi da je s više od 2000 verzija najčešće snimana pjesma. Međutim, u Guinnessovoj knjizi rekorda naveden je rekord po kome je za skladbu Summertime iz opere Porgy i Bess Georgea Gershwina na dan 1. lipnja 2017. godine postojao 67.591 zapis. Bez obzira na brojke, La Paloma je nesumnjivo veoma popularna. Izvodili su je bezbrojni pjevači, solisti i grupe u cijelom svijetu. Među njima su i Ivo Robić (na hrvatskom i njemačkom jeziku) i Mišo Kovač.